# موتزیو کلمنتی

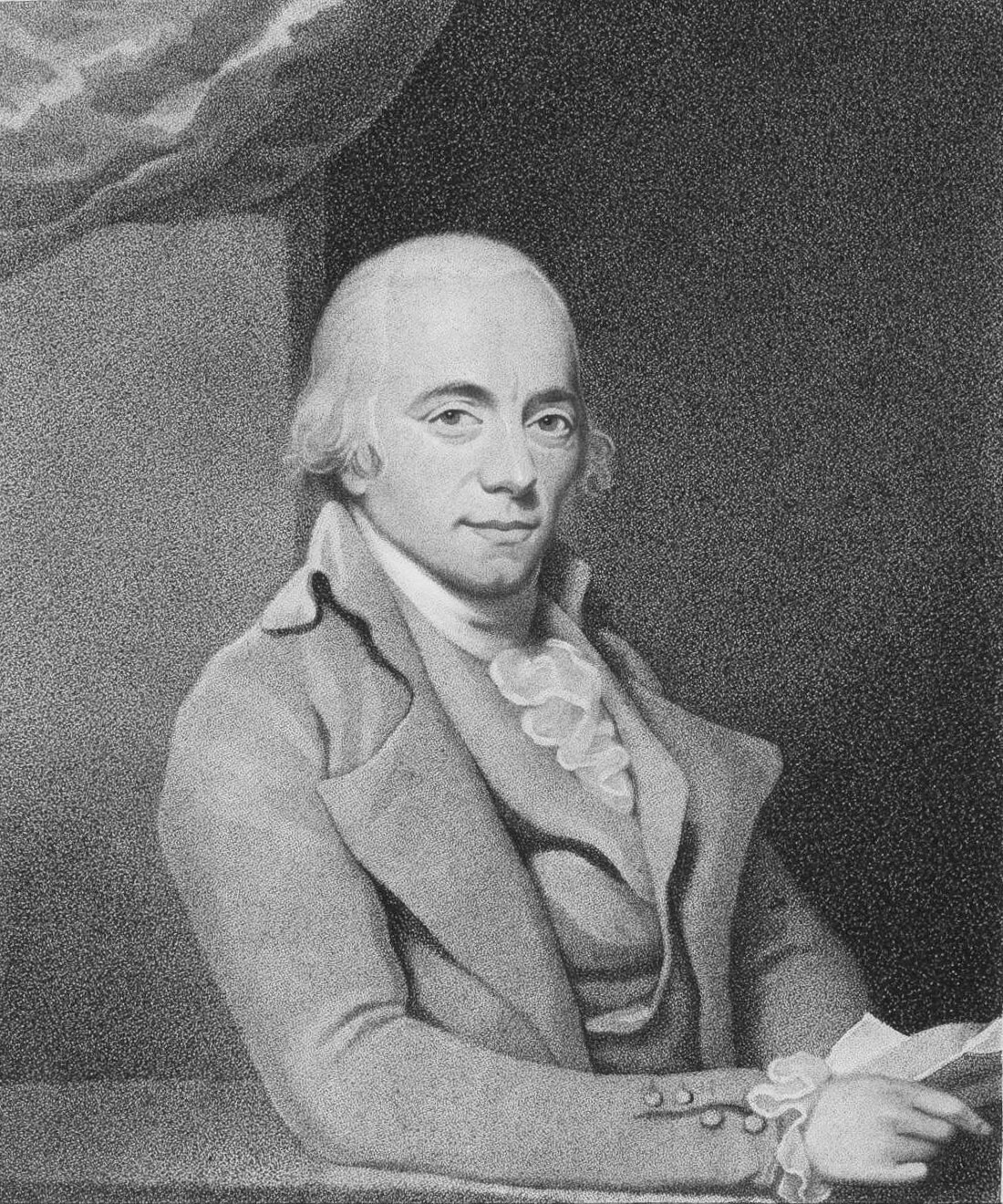
موتزیو کلمنتی

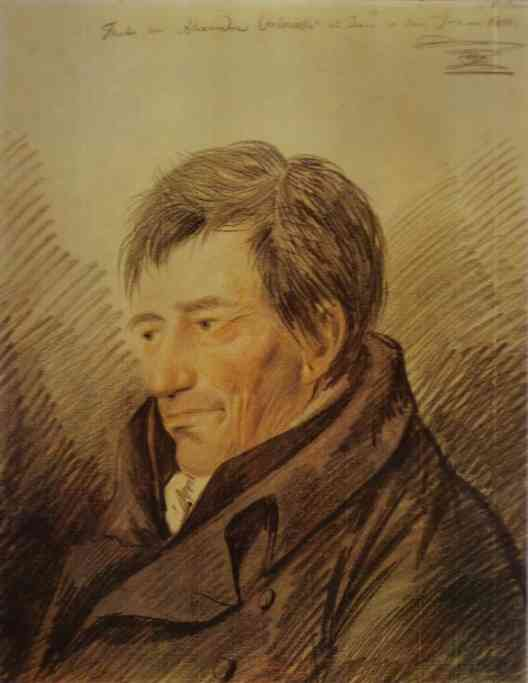
پرتره موتزیو کلمنتی اثر الکساندر ارلوسکی

موتزیو کلمنتی (به ایتالیایی: Muzio Clementi) (زاده ۲۳ ژانویه ۱۷۵۲ – درگذشته ۱۰ مارس ۱۸۳۲) آهنگساز، رهبر ارکستر، ناشر موسیقی و نوازنده پیانو بود. کلمنتی در ایتالیا به دنیا آمد اما بیشتر عمر خود را در انگلستان گذراند. او بیشتر برای مجموعه تدریس‌های پیانویش(Gradus ad Parnassum) است که شناخت می‌شود. کلمنتی از سوی هواداران سده نوزدهم به عنوان پدر تکنیک‌های مدرن پیانو، پدر موسیقی پیانو و پدر خلاقیت پیانوی رمانتیک شناخته می‌شود.
کلمنتی در شهر رم ایتالیا به دنیا آمد. پدرش او را به فراگیری موسیقی تشویق کرد و سر پیتر بکفورد که یک نجیب‌زاده انگلیسی بود از او حمایت مالی کرد و برای یادگیری پیانو او را به انگلستان برد. کلمنتی خیلی سریع به عنوان یکی از استعدادهای موسیقی خود را نشان داد و در سطح اروپا به اجرای پیانو پرداخت. در همین زمان‌ها و حوالی سال ۱۷۸۱ بود که وارد رقابتی با ولفگانگ آمادئوس موتزارت شد.